# التأليف الموسوي

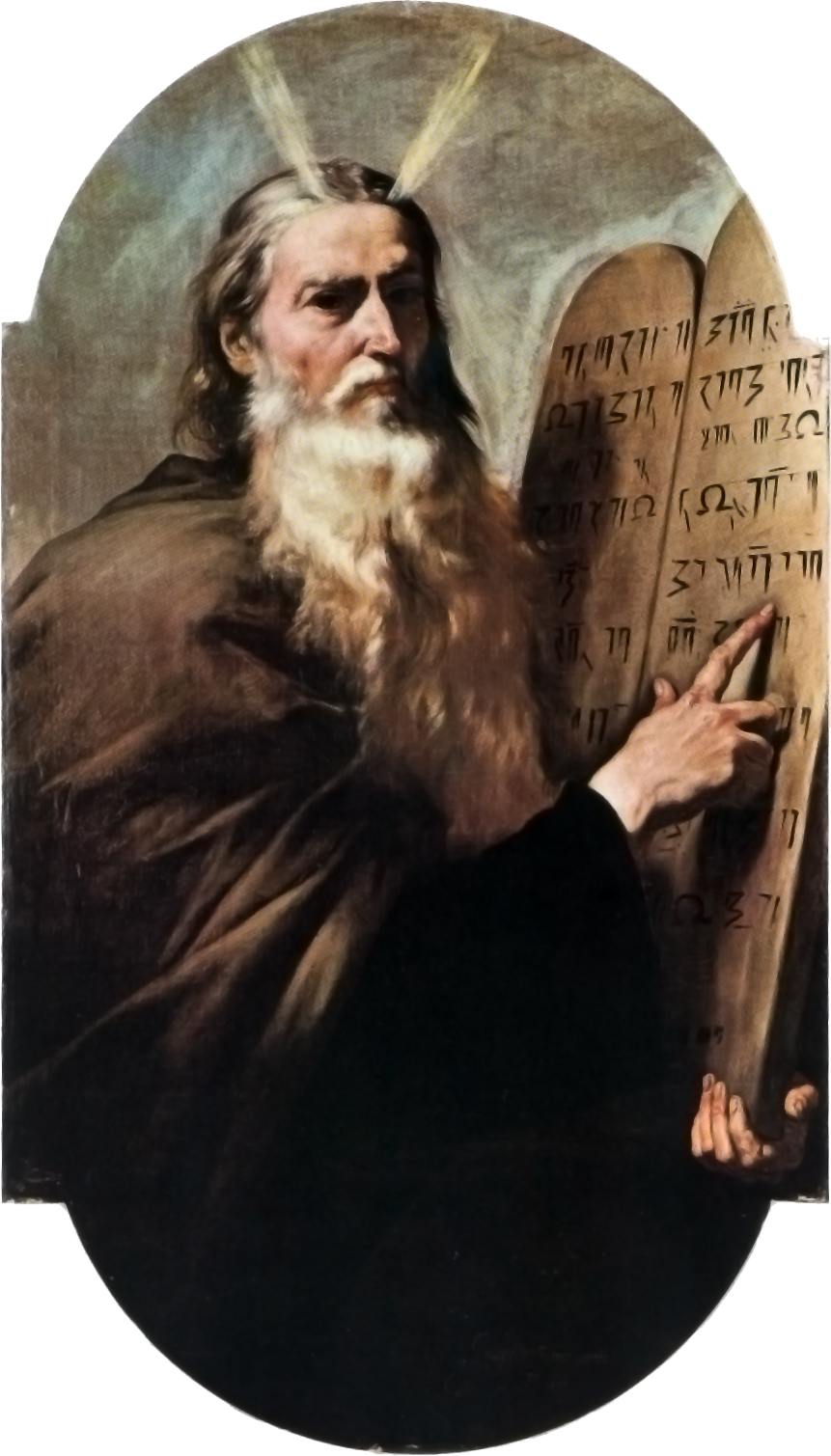
موسى، لخوسيه دي ريبيرا (1638)

التأليف الموسوي هو التقاليد اليهودية المسيحية أن موسى هو كاتب التوراة، الكتب الخمسة الأولى من الكتاب المقدس العبري/العهد القديم. الكتب لا تذكر اسم أي مؤلف، حيث لم تكن هوية المؤلف تعتبر مهمة للمجتمع الذي أنتجها، وكان فقط بعد اتصال اليهود مع الثقافة الهلنستية المهتمة بهذه الأمور في أواخر فترة الهيكل الثاني، أن بدأ الحاخامات يبحثون عن مؤلفي كتبهم المقدسة. التقليد أن موسى كان المؤلف ربما بدأ مع سفر التثنية، ثم امتد تدريجيا حتى أصبح موسى وهو الشخصية المركزية في الديانة، ينظر إليه ليس فقط كمرسل القوانين ولكن مؤلف كل القوانين وكذلك السرد.
كان تأليف موسى للتوراة لا جدال فيه لكل من اليهود والمسيحيين حتى عصر التنوير، عندما قادت الدراسة المنهجية للكتب الخمسة جمهور العلماء لأن يستنتجوا أنها نتاج العديد من الأشخاص على مر العديد من القرون. على الرغم من هذا، فإن دور موسى هو جزء من الإيمان في الدوائر اليهودية التقليدية ولبعض العلماء المسيحيين الإنجيليين الذين بالنسبة لهم يبقى مهما لفهم وحدة وسلطة الكتاب المقدس.

## التأليف الموسوي في التقليد المسيحي
الكتاب المقدس المسيحي أظهر يسوع نفسه يعترف بموسى كمؤلف لبعض الأجزاء من أسفار موسى الخمسة على الأقل ولذلك فإن المسيحيين الأوائل اتبعوا الحاخامات. ومثلهم، تحدثوا عن المقاطع التي تلقى ظلالا من الشك حول التأليف الموسوي: القديس جيروم، على سبيل المثال، يرى أن "unto this day" كانت تعني أن المؤلف كان بعد فترة طويلة من وقت موسى، من المحتمل عزرا من القرن الخامس قبل الميلاد. مارتن لوثر كذلك خلص إلى أن وصف موت موسى كان من قبل يوشع – ولكن اعتقد أن السؤال في حد ذاته ليس له أهمية كبيرة.
«جيروم» و«لوثر» والآخرون كانوا لا يزالون يعتقدون مع ذلك أن الجزء الأكبر من التوراة كان لموسى، حتى لو لم تكن بعض العبارات له، ولكن في القرن 17 بدأ العلماء يشككون في الأصول، مما أدى إلى أن يعلن سبينوزا أن «التوراة لم يكتبها موسى ولكن شخص آخر.» هذا الاستنتاج كان له آثار كبيرة، في القرن 18 أشار الباحث اليهودي ديفيد ليفي إلى زملائه المسيحيين «إذا ثبت أن أي جزء [من التوراة] هو زائف، سيفتح باب لجزء آخر وآخر بلا نهاية.»
خلال أواخر القرن التاسع عشر، استنتج العلماء بالإجماع تقريبا أن سفر التثنية ليس من زمن موسى لكن من القرن 7 قبل الميلاد، وأن التوراة ككل قد جمعت من قبل محررين مجهولين من وثائق مصدرية مختلفة. وكما تخوف ديفيد ليفي، أدى التشكيك في التأليف الموسوي إلى التشكك العميق تجاه فكرة النصوص الموحاة في حد ذاتها. تدريجيا قبلت مختلف الكنائس المسيحية نتائج الدراسات، وعندما رفع الفاتيكان في أربعينيات القرن العشرين الحظر المفروض على العلماء الكاثوليك من التحقيق في أصول التوراة، ترك ذلك دعم فكرة التأليف الموسوي إلى حد كبير إلى الدوائر المحافظة الإنجيلية فقط. ومع ذلك، فإن غالبية الإنجيليين المعاصرين، في حين أنهم يقبلون أن بعض أو الكثير من أسفار موسى الخمسة يمكن أن تعزى إلى موسى أو الكتابات عنه، يوجهون القليل من الاهتمام إلى مسألة هوية المؤلفين.

## استشهادات
1. ↑  Robinson 2008، صفحة 97.
2. 1 2  Schniedewind 2005، صفحة 6–7.
3. ↑  Carr 2000، صفحة 492.
4. ↑  McEntire 2008، صفحة 11.
5. ↑  Collins 2014، صفحة 50.
6. ↑  McDermott 2002، صفحة 21.
7. ↑  Tenney 2010، صفحة unpaginated.
8. ↑  "يوحنا 5: 46-47".
9. ↑  Enns 2012، صفحة 153.
10. 1 2  Wolf 2007، صفحة 60.
11. ↑  Young 1984، صفحة 115.
12. ↑  Garrett 1996، صفحة 387.
13. ↑  Enns 2012، صفحة 17.
14. ↑  Whybray 1995، صفحة 15.
15. ↑  Popkin 2003، صفحة 195–196.
16. ↑  Davies 2007، صفحة 19–20.
17. ↑  Sailhamer 2010، صفحة 181.